# ريكاردو غارسيا (دراج)
ريكاردو غارسيا (بالإسبانية: Ricardo García Ambroa)‏ (و. 1988  م) هو راكب دراجة هوائية إسباني، ولد في فيتوريا-غاستيز.

## سباقات أو مراحل فاز بها
| التاريخ        | السباق                  | المركز                  |
| -------------- | ----------------------- | ----------------------- |
| 17 أبريل 2011  | فولتا كاستيلا ليون 2011 | الثامن في التصنيف العام |
| 09 يونيو 2013  | كريثيديا دو دوفين 2013  | العاشر في تصنيف الجبال  |
| 07 مايو 2016   | طواف لجين 2016          | المركز الثاني           |
| 23 مايو 2016   | تور دي فلوريس 2016      | المركز الثالث           |
| 14 أغسطس 2016  | طواف سنجكارك 2016       | المركز الثالث           |
| 03 سبتمبر 2016 | Tour de Hokkaido 2016   | المركز الثالث           |

## روابط خارجية
- ريكاردو غارسيا على موقع الاتحاد الدولي للدراجات (الإنجليزية)
- ريكاردو غارسيا على موقع أرشيف الدراجات (الإنجليزية)
- ريكاردو غارسيا على موقع إحصائيات الدراجات الإحترافية (الإنجليزية)
- ريكاردو غارسيا على موقع نسبة الدراجات (الإنجليزية)